# Campo Verde (Mato Grosso)
Campo Verde es un municipio brasileño del estado de Mato Grosso. Su población en 2016 era de 38.814 según el IBGE.

## Historia
Campo Verde recibió status de municipio por la ley estadual n.º 5314 del 4 de julio de 1988, con territorio desmembrado de los municipios de Cuiabá y Don Aquino. [6] [7]
Las primeras familias a establecerse en la región que hoy forma el municipio de Campo Verde fueron los Borges y los Fernandes. En 1886 y dirigidas por Diogo Borges y Zeca Camilo Fernandes, las familias formaron la Hacienda Buriti de los Borges, que por muchos años fue referencia geográfica de la región, y la Hacienda Diputado. 
En 1896 fue inaugurada en la localidad de Capim Branco una de las primeras estaciones telegráficas de Mato Grosso, construida bajo el mando del mayor Gomes Carneiro, que tenía como su ayudante de órdenes el entonces alférez y en el futuro mariscal, Cándido Mariano da Silva Rondon. Tanto la casa construida por Diego Borges como algunas construcciones centenarias en Capim Branco todavía resisten al tiempo, destino diferente de lo que tuvo la estación telegráfica, destruida por la acción del tiempo y del hombre. Una réplica de la antigua construcción fue construida para albergar el Museo de la Historia de Campo Verde, que tiene un acervo formado por fotografías antiguas y utensilios utilizados por los primeros habitantes de la región. 
Por casi un siglo, la región vivió un período de estancamiento, sin ninguna actividad económica destacada. Sólo la agricultura y la ganadería de subsistencia eran practicadas por los habitantes. A partir de la segunda mitad de la década de 1960, este escenario comenzó a cambiar. Con la llegada de las primeras familias provenientes del sur de Brasil, el cerrado inhóspito e improductivo ganó un nuevo impulso con el cultivo del arroz de secano.
En 1974, el paranaense Otávio Eckert instaló un puesto de combustible en el cruce BR-070 con la MT-140. El emprendimiento fue y embrión de la futura ciudad. Visionario y confiado en el potencial de la región, Eckert creó el loteado Campo Real. Con la expansión de la actividad Agrícola y el crecimiento poblacional, en 1988 el entonces distrito de Posto Paraná, como la localidad pasó a ser llamada, se emancipó de Don Aquino. Un plebiscito entre los vecinos cambió el nombre del lugar a Campo Verde.

## Economía
Con 25 años de emancipación político-administrativa y casi 40 mil habitantes, Campo Verde tiene en el agronegocio la base de su economía, con destaque para la producción de algodón en pluma, soja, maíz, pollo de corte, huevos comerciales, ovinos, cerdos, de corte y de leche. 
Con 66 mil hectáreas de algodón de primera y segunda cosecha cultivadas en la cosecha 2012/2013, el municipio es considerado la "Capital Nacional del Algodón" en razón de la excelente productividad y calidad de la fibra. La soja es otra cultura importante en el municipio, con 180 mil hectáreas cultivadas anualmente y una productividad promedio de 55 sacos por hectárea. El maíz safrinha, que antes era cultivado sólo para ocupar la tierra en el período de entresuela de la soja, se ha transformado en los últimos años en una cultura rentable y altamente productiva. En 2013 se cultivaron en Campo Verde 110 mil hectáreas, con una productividad media de 100 sacos por hectárea. Hay un registro de productividad superior a 140 sacos / ha en áreas aisladas. 
Campo Verde también se destaca como uno de los mayores productores de pollo de corte de Mato Grosso, con 5,5 millones de aves producidas mensualmente a través del sistema de integración, donde la empresa abedora proporciona los pollitos, la ración y las vacunas y los criadores entran Con la mano de obra. La avicultura de corte es una gran generadora de empleo y renta en el municipio. 
En la avicultura de postura, Campo Verde responde por una de las mayores producciones de huevos comerciales del Centro-Oeste Brasileño. Con tres grandes granjas instaladas y un plantón de 1,6 millones de aves, se producen diariamente 2 mil cajas de huevos con 30 docenas cada una. La producción atiende los mercados de Mato Grosso, Rondônia, Tocantins, Goiás y el Distrito Federal. 
Implantada en el municipio a partir de 1992, la porcicultura está registrando a lo largo de las dos últimas décadas un crecimiento promedio del 15% al año. Son 6 mil matrices alojadas en 5 granjas y 90 mil animales producidos al año. La ciudad cuenta con una nevera para el sacrificio de cerdos certificado por el Servicio de Inspección Federal (SIF). 
Campo Verde también ha ocupado un lugar destacado en el escenario estadual en la cría de ovinos, con un plantel formado por 10 mil animales de las razas santa inês, boer, texel y otras. Promisora en razón de la gran demanda por la carne de oveja, la ovinocultura ha sido apuntada como una gran actividad para las pequeñas y medianas propiedades. En la pecuaria de corte Campo Verde registra un rebaño de 90 mil cabezas, número que debe doblarse en los próximos años con la instalación de al menos dos grandes confinamientos en el municipio, uno de ellos con capacidad para 100 mil animales. 
Con el mejoramiento genético del rebaño y adopción de modernas técnicas de cría, la ganadería lechera ha registrado un crecimiento considerable en Campo Verde en los últimos cuatro años. Con 340 mil litros de lechadas producidas por mes, el municipio es el tercer mayor productor del Valle del Río São Lourenço.

## Agricultura familiar
En Campo Verde existen seis asentamientos de la Reforma Agraria y uno del extinto Banco de la Tierra. En las pequeñas propiedades localizadas en esas comunidades se producen lechuga, tomate, calabacín, acelga, cebolla, col y frutas como la maracuyá y la piña. Uno de los asentamientos mejor estructurados es el Santo Antônio de la Fartura. Distante 45 kilómetros de la ciudad y con 267 lotes y más de 500 familias, el asentamiento es responsable del 70% de los hortifrutigranjeros consumidos en Cuiabá.
- Datos: Q1891475
- Multimedia: Campo Verde / Q1891475